# Trypanosoma schulmani
Trypanosoma schulmani – kinetoplastyd z rodziny świdrowców należący do królestwa protista.
Pasożytuje w osoczu krwi ryb różnych gatunków. Występowanie T. schulmani stwierdzono u: szczupaka (Esox lucius), jazia (Leuciscus idus), strzebli błotnej (Phoxinus percnurus), płoci (Rutilus rutilus), lina (Tinca tinca)
Występuje na terenie Azji i Europy.